# Evdokia Reshetnik
Evdokia Reshetnik ( en ucraniano: Євдокія Решетник ; 14 de marzo de 1903 - 22 de octubre de 1996) fue una zoóloga y ecologista ucraniana. Era especialista en ratas topo y ardillas terrestres de Ucrania, y fue la primera científica en describir la rata topo ciega de arena del sur de Ucrania en 1939. Desempeñó un papel clave en mantener operativo el Museo Nacional de Historia Natural de la Academia Nacional de Ciencias de Ucrania en el período de entreguerras y la posguerra inmediata, a pesar de los arrestos tanto por parte de la Gestapo como de las autoridades soviéticas. Ella fue una de las personas involucradas en ocultar especímenes del museo para evitar que los alemanes se los llevaran. Es conocida por argumentar que la ecología, la distribución de especies, las poblaciones, la utilidad y la variabilidad deben sopesarse antes de tomar determinaciones que etiqueten a ciertos animales como plagas y dañinos para el medio ambiente. Aunque fue responsable de mantener la historiografía del desarrollo científico en Ucrania, su propio legado se perdió hasta el siglo XXI.

## Primeros años y educación
Evdokia Grigoryevna Reshetnik nació el 14 de marzo de 1903 (NS) en el pueblo de uk en el Óblast de Poltava del Imperio Ruso, en lo que hoy es Ucrania. Su padre, Grigory Yefimovich Reshetnik, era un campesino próspero que murió antes de ser destituido del Kulak . Poseía una superficie considerable en la que criaba ganado.  Probablemente debido a la temprana muerte de su padre, Reshetnik fue criada desde pequeña por su hermana mayor y su cuñado en Poltava . Allí asistió a la escuela primaria y siete años al gimnasio . En 1918, comenzó un programa de tres años en pedagogía, completó su trabajo práctico enseñando en el orfanato local y obtuvo sus credenciales docentes de la Universidad Pedagógica de Poltava, bajo las reglas del Instituto Ruso de Educación Pública, en 1920. Continuó como estudiante allí y Reshetnik estudió biología hasta 1924, con sus compañeros Oksana Ivanenko, Pavlo Tychyna y su futuro marido, Yakov Khomenko. Mientras estudiaba, al mismo tiempo continuó enseñando en el orfanato. Se graduó con una especialidad en biología en 1924 y fue contratada para trabajar en la escuela de trabajadores del distrito de Osnovianskyi en las afueras de Járkov como instructora de zoología.  Khomenko trabajó como filólogo y traductor en el Instituto de Lingüística y Literatura.  Reshetnik y Khomenko se casaron en 1926 y tuvieron un hijo, Emil, dos años después. Después de aprobar sus exámenes en 1931, Reshetnik comenzó sus estudios de posgrado en el Instituto de Investigación Zoológica de la Universidad Estatal de Járkov .  Desde 1933 también trabajó como investigadora en la Estación de Investigación Científica de Járkov. Se graduó en 1934, tras una exitosa defensa de su trabajo, que se centraba en el estudio de las alondras .  [Notes 1]

## Carrera

### Años de preguerra y de guerra (1935-1946)
En 1935, cuando la capital de Ucrania fue trasladada de Járkov a Kiev, el marido de Reshetnik fue trasladado con su empleador y ella lo siguió.  Encontró empleo como investigadora en el zoológico de Kiev . En 1936, fue designada investigadora principal en el II Instituto Schmalhausen de Zoología de la Academia Nacional de Ciencias de Ucrania, del que se desempeñó como secretaria. En 1939, publicó su artículo describiendo Spalacidae (ratas topo) en Ucrania y al año siguiente obtuvo el título de Candidata en 1940,  aunque su diploma no se entregaría hasta 1946.  Mientras estaba en un viaje de investigación al año siguiente en Chișinău, Besarabia, la guerra hizo que Reshetnik regresara a Kiev. Abordó el tren de evacuación académica hacia Ufá y desembarcó en Poltava, donde se alojaba su hijo con su hermana.   También se reunió con su marido en la estación de tren.  El toque de queda le imposibilitó recoger a su hijo y continuar en el tren de evacuación, por lo que permanecieron en Poltava hasta octubre de 1941, cuando los alemanes invadieron la ciudad.  Luego regresaron a Kiev a caballo, en un viaje largo y difícil.  
Después de llegar a Kiev, Reshetnik descubrió que su casa había sido saqueada y saqueada, por lo que ella y su hijo se quedaron con amigos. Sin trabajo, se ofreció como voluntaria en la Cruz Roja, distribuyendo ropa y alimentos a los prisioneros del Ejército Rojo capturados, retenidos en el uk . Los prisioneros fueron alimentados con guisantes, que compartieron con Reshetnik, quien pudo llevárselos a casa y alimentar a su familia. El 10 de febrero de 1942, la Gestapo arrestó a trabajadores de la Cruz Roja, incluido Reshetnik. También fue acusada de colaborar con el periódico Ucraniano Palabra, aunque no tenía ninguna afiliación con la publicación. Después de dieciocho días de prisión, su colega uk pagó su fianza. y Sergey Paramonov y Reshetnik fueron puestos en libertad. En mayo de 1942, el uk fue establecido por el Comisariado del Reich de Ucrania en la Academia Nacional de Ciencias.   Reshetnik fue contratada para trabajar bajo la dirección de Carlomagno y consiguió un puesto allí para su hijo como estudiante de encuadernación para evitar que lo trasladaran a Alemania.  Realizó trabajos con ardillas terrestres, tuzas y marmotas en este instituto hasta septiembre de 1943.   De particular interés para los alemanes fue la investigación de medicamentos y otros medios para eliminar plagas, particularmente roedores, que podrían poner en peligro las plantas agrícolas.  Cerca del final de la guerra, los alemanes comenzaron a trasladar las colecciones del museo zoológico a Poznań y otros lugares de Alemania y Polonia.  Reshetnik participó activamente en ocultar con éxito algunos de los especímenes para evitar su eliminación. 

### Posguerra (1946-1986)
Al final de la guerra, Reshetnik recibió el título de especialista en investigación en zoología en 1946 y fue contratada para trabajar en el Instituto de Zoología de la Academia de Ciencias, donde permaneció hasta 1950. Durante este tiempo, publicó dos artículos sobre su estudio anterior sobre las ardillas terrestres. Uno de ellos, publicado en 1946, identificó nuevas subespecies de ardilla terrestre moteada ( Citellus suslica ognevi y Citellus suslica volhynensis ).   En sus trabajos, Reshetnik señaló que los roedores podían ser valiosos tanto por su piel como por su grasa, que fue ampliamente utilizada durante la guerra como fuente de alimento.  Publicó extensos análisis sobre la ecología, distribución de especies, poblaciones y variabilidad de los tipos de roedores en toda Ucrania.  En estos trabajos, argumentó que la utilidad económica o de los roedores debería sopesarse frente al daño potencial que podrían causar.  
Cuando los soviéticos volvieron al poder, comenzó un período de represión en Ucrania.  En 1948, el hijo de Reshetnik fue arrestado por pertenecer a la Organización de Nacionalistas Ucranianos y deportado a Mordovia . Poco después, su marido también fue arrestado y encarcelado. Ambos debían cumplir condenas de ocho años.   Se enfrentó a varios cargos inventados: que la Gestapo la habría disparado y, como no lo fue, debía haber sido colaboracionista; que tenía amistades con personas cuestionables, como Carlomagno y Paramonov; y que había plagiado el trabajo de otras personas, entre otras acusaciones y denuncias de colegas.   En 1951, Reshetnik fue enviada a la Colonia Penal de Chernihiv, donde permaneció hasta 1955. Tras su liberación, Reshetnik comenzó a trabajar como entomóloga de distrito para la Estación Sanitaria y Epidemiológica del Distrito de Kiev-Sviatoshyn. Entre 1956 y 1957 fue rehabilitada por las autoridades y en 1961 se le permitió regresar al Instituto de Zoología, donde permaneció hasta su jubilación en 1986. Gran parte de su trabajo en el Instituto de Zoología lo dedicó a curar las colecciones del museo. Como experta autoridad y taxidermista, amplió los especímenes zoológicos con cientos de muestras de especies. Como archivera y con un profundo conocimiento de cómo la historia trata a los científicos, era una meticulosa encargada de llevar registros y se aseguraba de que los archivos personales de sus colegas conservaran sus trabajos más importantes, incluso si hubieran sido reprimidos por el gobierno.  Entre las biografías de los científicos ucranianos que Reshetnik se conservaron se encuentran Carlomagno, Iván Demiánovich Ivanenko ( en ucraniano: Іван Дем’янович Іваненко  </link> ), uk y Paramonov, entre otros.  En 1993, le dictó a su hijo sus recuerdos de Olena Teliha porque le fallaba la vista. El recuerdo fue publicado en el periódico Ucraniano Word bajo el título "Моя Оленіана" ("Mi Oleniana") y habló de su relación cuando estaban retenidos por la Gestapo. 

## Muerte y legado
Reshetnik murió el 22 de octubre de 1996 en Kiev y fue enterrado uk .  A pesar de que su nombre es recordado en Ucrania por los artículos que había publicado, la biografía de Reshetnik no se volvió a contar hasta el siglo XXI. 

## Trabajos seleccionados

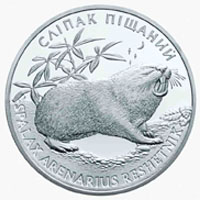
El nombre de Reshetnik apareció en una moneda ucraniana que representa Spalax arenarius.

Reshetnik es conocida principalmente por sus investigaciones sobre roedores, en particular ratas topo y ardillas terrestres.  Publicó más de veinte artículos entre 1939 y 1965 detallando nuevas especies y subespecies, incluida una rata topo ciega única, Spalax arenarius, que identificó por primera vez en 1939 y es endémica de Ucrania.   Su trabajo evaluó la ecología, las diferentes formas y la distribución de sus poblaciones. 
- Решетник, Є. Г. (1937). «До екології жайворонків в умовах району Асканія-Нова» [The Ecology of Larks in the Conditions of the Askania-Nova Region]. Збірник праць зоологічного музею (en ukrainian) (Kharkiv, Ukrainian SSR: National Zoological Museum) (20): 3-40.[5]
- Решетник, Є. Г. (1939). «До систематики i географічного поширення сліпаків (Spalacidae) в УРСР» [The Systematic and Geographical Distribution of Spalacids (Spalacidae) in the Ukrainian SSR]. Збірник праць зоологічного музею АН УРСР (en ukrainian) (Kyiv, Ukrainian SSR: Zoological Museum of the Academy of Sciences) (23): 3-21.[25]
- Решетник, Є. Г. (1946). «О новых подвидах крапчатого суслика Citellus suslica volhynensis subsp. nov. и Citellus suslica ognevi subsp. nov.» [On a New Subspecies of the Speckled Ground Squirrel Citellus suslica volhynensis subsp. nov. and Citellus suslica ognevi subsp. nov.]. Бюллетень МОИП (en ukrainian) (Moscow, USSR: Moscow Society of Naturalists) 51 (6): 25-27.[25]
- Решетник, Є. Г. (10 de marzo de 1994). «Моя Оленіана» [My Oleniana]. Українське слово (en ukrainian) (10) (Kyiv, Ukraine). Archivado desde el original el 19 de junio de 2016.